# Dogen Handa
Dogen Handa (半田 道玄?, Handa Dōgen; 25 ottobre 1915 – 13 aprile 1974) è stato un giocatore di go giapponese.

## Biografia
Imparò il Go fin da giovanissimo e divenne allievo di Tamejiro Suzuki. Divenne professionista presso la Nihon Ki-in, ma in seguito alla scissione che portò alla fondazione della Kansai Ki-in decise di seguire il suo amico e rivale Utaro Hashimoto nella nuova federazione. Nel 1959 raggiunse il grado di nono Dan.

## Titoli
| Nazionali                     | Nazionali            | Nazionali      |
| Torneo                        | Vittorie             | Finalista      |
| ----------------------------- | -------------------- | -------------- |
| Honinbo                       |                      | 1 (1962)       |
| Judan                         | 1 (1963)             | 2 (1962, 1964) |
| Ōza                           | 2 (1960, 1965)       | 2 (1957, 1958) |
| Campionato della Kansai Ki-in | 1 (1956)             | 2 (1960, 1966) |
| Kansai Ki-in Primo Posto      | 3 (1958, 1960, 1961) | 2 (1957, 1969) |
| Totale                        | 7                    | 9              |

| Controllo di autorità | LCCN (EN) n82066251 |